# L'incredibile furto di Mr. Girasole
L'incredibile furto di Mr. Girasole (Never a Dull Moment) è un film del 1968 diretto da Jerry Paris.

## Trama
Mentre sta facendo pratica per un ruolo, l'attore Jack Albany viene scambiato per il fuorilegge "Asso" Williams. Quando se ne rende conto è ormai troppo tardi, tanto che il boss Joe Girasole gli affida un delicato incarico da portare a termine: rubare un quadro di van Gogh.

## Distribuzione
La pellicola è stata distribuita nelle sale cinematografiche statunitensi a partire dal 26 giugno 1968.
È stato distribuito in DVD dalla Golem Video nella collana Cineclub Classico.